# Бруно Года
Бруно Года (хорв. Bruno Goda, нар. 17 квітня 1998, Вінковці, Хорватія) — хорватський футболіст, фланговий захисник клубу «Динамо» (Загреб).

## Ігрова кар'єра

### Клубна
У 2012 році Бруно Года приєднався до клубної академії загребського «Динамо». На професійному рівні футболіст дебютував у клубі «Хрватскі Драговоляц» — у 2016 році у Другому дивізіоні чемпіонату Хорватії.
Влітку 2017 року футболіст перейшов до клубу «Славен Белупо», у складі якого Года відмітив свій дебют у Вищому дивізіоні чемпіонату Хорватії. В клубі футболіст провів п'ять сезонів, зігравши понад сотню матчів.
Перед початком сезону 2022/23 Года перейшов до клубу «Рієка», з яким у сезоні 2023/24 посів друге місце в чемпіонаті країни і дебютував у єврокубках. В Лізі Європи та Лізі конференцій Года провів п'ять матчів в попередніх раундах, де відзначився двома забитими голами.

### Збірна
З 2013 року Бруно Года провів кілька матчів у складі юнацьких збірних Хорватії.

## Титули
- Чемпіон Хорватії (1):

«Рієка»: 2024/25
- Володар Кубка Хорватії (1):

«Рієка»: 2024/25